# Christoph Meili
Christoph Meili (* 21. April 1968, bürgerlich Michel Christopher Meili) ist ein schweizerisch-amerikanischer Whistleblower, der 1997 die Vernichtung von alten Bankbelegen über nachrichtenlose Vermögen von Holocaust-Opfern bei der Schweizerischen Bankgesellschaft (SBG) publik machte.

## Der «Fall Meili»
Meili arbeitete 1997 im Auftrag der Wache AG bei der Schweizerischen Bankgesellschaft als Nachtwächter. Er beobachtete, dass zahlreiche Belege über Bankbeziehungen mit (wie er meinte) jüdischen Holocaust-Opfern für den Schredder bereitgestellt wurden. Die Vernichtung von Akten über solche nachrichtenlosen Vermögenswerte wurde in der Schweiz im Jahr zuvor verboten. In der Nacht vom 8. zum 9. Januar 1997 nahm er einige dieser Belege aus den Bankräumlichkeiten zu sich nach Hause, um sie an die Redaktion des Tages-Anzeigers zu übergeben. Nachdem dies scheiterte, übergab er sie Vertretern der Israelitischen Cultusgemeinde Zürich. Diese übergaben die Dokumente sogleich der schweizerischen Kriminalpolizei. Die Presse berichtete am 14. Januar 1997 über den Vorfall. Dabei wurde übersehen, dass die «geretteten» Akten aus den Jahren 1897 bis 1927 stammten und somit nicht direkt mit nachrichtenlosen Vermögen in Zusammenhang stehen konnten.
Die Staatsanwaltschaft des Kantons Zürich eröffnete daraufhin ein Strafverfahren gegen Meili wegen Verstosses gegen das Bankgeheimnis, was in der Schweiz ein Offizialdelikt ist. Der US-amerikanische Anwalt Ed Fagan kontaktierte Meili und bewog diesen, in die USA auszuwandern, wo er und seine Familie – unterstützt von Fagan und Senator Al D’Amato – in den Genuss eines erleichterten Einwanderungsverfahrens kamen und politisches Asyl erhielten. Laut einem amerikanischen Pressebericht sind Meili und seine Familie die einzigen Schweizer, die je in den Vereinigten Staaten politisches Asyl erhielten.
Am 13. Januar 1998 erhob Fagan in Meilis Namen Klage gegen die SBG und forderte eine Summe von 2,56 Milliarden US-Dollar. Der Vergleich der Schweizer Banken mit den Klägern im Verfahren um jüdische Vermögen bei Schweizer Banken in der Höhe von 1,25 Milliarden Dollar vom 13. August 1998 deckte auch Meilis Klage ab und beendete diese somit. Ebenfalls 1998 wurde die Strafuntersuchung des Kantons Zürich gegen Meili mangels strafbaren Verhaltens eingestellt.

## Weitere Entwicklung
Meilis Ehe wurde Ende Februar 2002 geschieden. In der Zeitung Die Weltwoche kritisierte Meili Fagan, der ihn instrumentalisiert und dann im Stich gelassen habe. Meili gab an, die 1 Million US-Dollar, die er nach dem Vergleich mit den Banken hätte bekommen sollen, nie erhalten zu haben. Laut einem Bericht der Zeitschrift Facts vom 17. März 2005 hatte er 750'000 Dollar erhalten. Im April 2004 lancierte Fagan erneut eine Kampagne gegen die Schweizer Banken im Zusammenhang mit Zwangsarbeit bei der I.G. Farben im Zweiten Weltkrieg. Dabei wurde er anscheinend wiederum von Meili unterstützt.
Die Schweizer Journalistin Patricia Diermeier veröffentlichte 2003 im Orell Füssli Verlag mit Meili – Mission zwischen Moral und Milliarden ein Buch über die Ereignisse rund um Meili, das medial grosse Beachtung fand. Von einer jüdischen Organisation erhielt Meili ein Stipendium, um in New Jersey mit einem Studium in Kommunikationswissenschaften eine neue Existenz in den USA aufzubauen. Nach Abschluss dieses College-Studiums im Mai 2004 arbeitete er dennoch wieder als Wachmann. Am 14. Mai 2005 wurde er in den USA eingebürgert. In einem Interview mit der Schweizer Zeitung SonntagsBlick, das am 21. Oktober 2006 publiziert wurde, wiederholte Meili seine Kritik an Fagan und den jüdischen Organisationen. Als Reaktion auf die Darstellung im SonntagsBlick veröffentlichte Meili am 23. Oktober 2006 auf Google-Video eine Replik mit dem Titel Blick lügt.
Meili veröffentlichte gelegentlich Videos auf YouTube, in denen er über sein Privatleben erzählte, darunter eines Mitte Januar 2009, in dem er bekannt gab, wegen finanziellen Problemen aus seiner bisherigen Wohnung ausgezogen zu sein und in seinem Auto zu wohnen.
Am 2. April 2009 kehrte Meili nach mehr als elf Jahren Aufenthalt in den USA wieder in die Schweiz zurück. Die Rückkehr wurde auf eine bereits im Vorfeld organisierte medienwirksame Art inszeniert – unter anderem mit Hilfe des SonntagsBlick-Reporters Beat Kraushaar. Auf seiner Heimreise aus den USA wurde Meili von Journalisten des Ringier-Verlags, des Herausgebers der Boulevardzeitungen Blick und SonntagsBlick, begleitet. Laut Medienberichten soll Ringier Meili finanzielle Unterstützung zugesprochen haben.

## Filme
Daniel von Aarburg verfilmte die Ereignisse, der Dokumentarfilm Affäre Meili – Ein Whistleblower zwischen Moral und Milliarden feierte Mitte August 2018 Premiere.